# Santos Domingo y Sixto (título cardenalicio)
Santos Domingo y Sixto es un título cardenalicio diaconal de la Iglesia Católica. Fue instituido por el papa Juan Pablo II en 2003.

## Titulares
- Georges Cottier, O.P. (21 de octubre de 2003 - 12 de junio de 2014); título pro hac vice (12 de junio de 2014 - 31 de marzo de 2016)
- José Tolentino Mendonça (5 de octubre de 2019 - al presente)